# TD-1A
TD-1A (Thor-Delta System Satellit 1A) war ein Forschungssatellit der im Rahmen des ESRO-Programms von Frankreich, Großbritannien, Schweden und der BRD gemeinsam entwickelt wurde. Seine Hauptaufgabe waren Untersuchungen im UV-Bereich, daneben forschte er auch im Röntgen- und Gammabereich.

## Geschichte
Der Satellit wurde am 12. März 1972 mit einer Thor-Delta-Rakete (Delta-N) von der Western Test Range der Vandenberg Air Force Base in Kalifornien aus in eine 531 × 539 km hohe sonnensynchrone Umlaufbahn gebracht. Am Bau war auch die deutsche Firmengruppe ERNO, als Hauptauftragnehmer Engines Matra und Saab beteiligt. Im Mai 1972 fielen beide Bordaufzeichnungsgeräte aus, so dass nur noch Echtzeit-Telemetrie möglich war. Eines davon nahm seine Arbeit im Oktober 1973 wieder auf. Der Satellit arbeitete, nur durch zwei „Schlafphasen“ unterbrochen, dennoch bis zum Aufbrauch der Treibstoffvorräte im Mai 1974 weiter und verglühte am 9. Januar 1980. Die anfangs geplante Lebensdauer betrug nur sechs Monate.

## Technik
Der als erster astronomischer ESRO-Satellit gestartete Satellit diente der Untersuchung von UV-, Röntgen-, Gamma- und Partikelstrahlung im Weltall. Er hatte eine quaderförmige Hauptstruktur (mit 2,2 m Höhe, 0,9 × 1,0 m Kantenlänge) sowie ausklappbare Solarzellenflächen mit 5 m Spannweite und zugehörigen Nickel-Cadmium-Akkumulatoren. Für die Lageregelung verwendete er Kaltgasdüsen, die Argon aus einem Tank mit anfänglich 280 bar Druck verwendeten. Die Gesamtmasse des Satelliten betrug 473 kg, wovon 120 kg auf die wissenschaftliche Nutzlast entfielen. Diese bestand aus sieben Messgeräten zur Untersuchung von hochenergetische Strahlung, hochenergetischen Röntgenstrahlungsquellen, kosmischer und solarer Partikelstrahlung. Dazu gehörten ein Spektrometer zur Untersuchung des gesamten Himmels im Bereich 1350–3000 Å vom Institute d'Astrophysique, Lüttich (B) und Royal Obs Edinburgh (UK). Ein Spektroskop zur Sternuntersuchung im Bereich von 2000 bis 3000 Å (1,8 Å Auflösung) vom Space Research Lab, Utrecht (NL). Zwei Festkörper-Tscherenkow-Detektoren zur Spektrometrie von geladenen Partikeln und ein Proportionalzähler im Röntgenbereich von 2–30 keV des Centre d'Etudes Nucleaires de Saclay (F). Ein Instrument zur Untersuchung der solaren Gammastrahlung im Bereich von 50–500 MeV der Universität von Mailand. Ein Cäsiumiodid-Szintillationskristall für solare Röntgenstrahlung im Bereich von 20–700 keV des Space Research Lab aus Utrecht (NL), sowie ein Instrument mit Funkenkammer, Vidicon Kamera, Partikelzähler und Tscherenkowzähler für kosmische Gammastrahlen im Bereich von 70–300 MeV der CENS/Universität von Mailand und der MPI Garching (F/I/D).
Die aufgenommenen Daten wurden in Echtzeit mit 1700 bit/s mit einem Sender mit 0,3 Watt Leistung oder beim Abspielen von den Bandgeräten mit 30,6 kbit/s mit einem 3-Watt-Sender übertragen.